# 케시아 나이트 풀리암

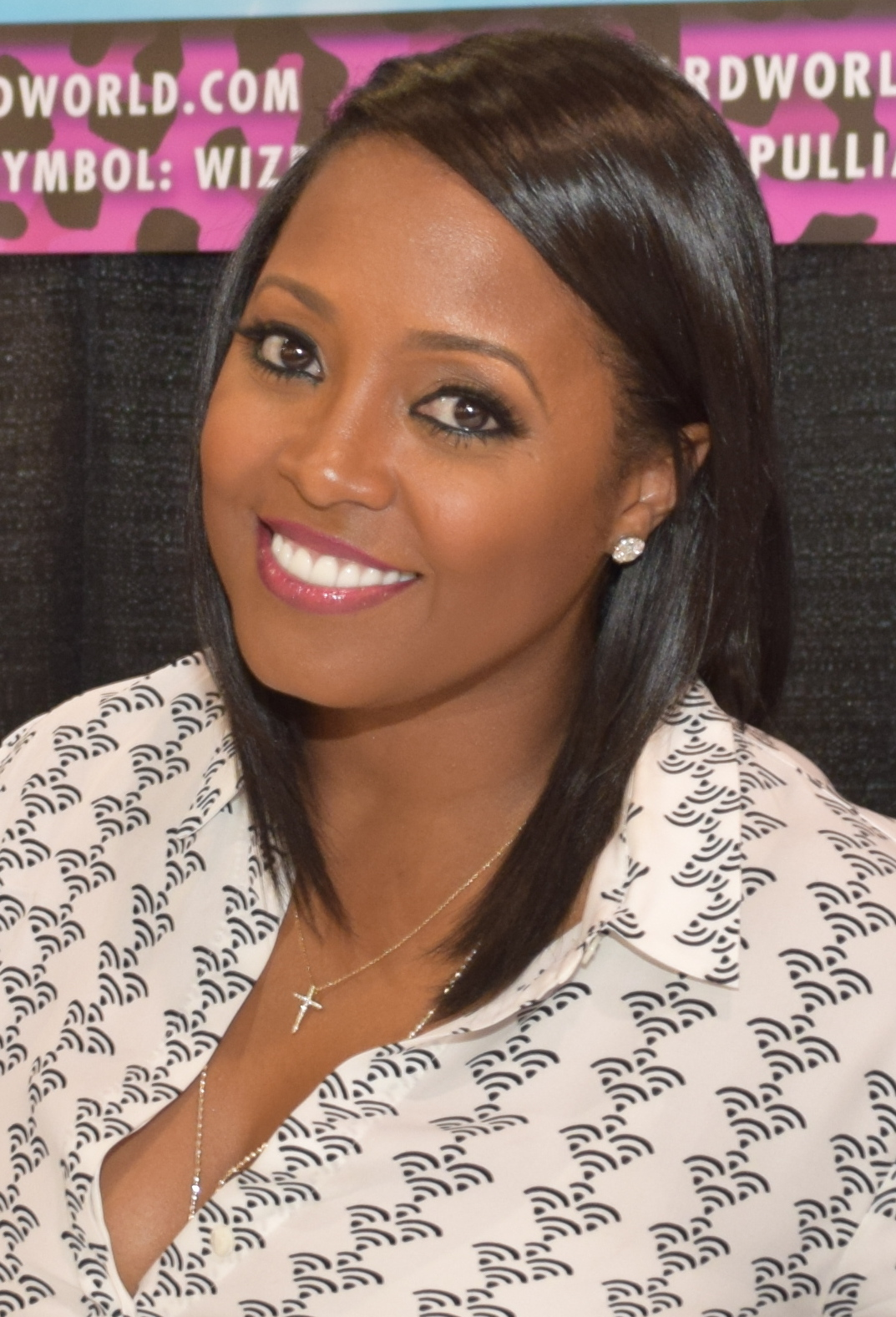
Pulliam (2015)

케시아 나이트 풀리암(Keshia Knight Pulliam, 1979년 4월 9일 ~ )는 미국의 배우, 텔레비전 배우, 영화배우이다.
뉴어크에서 태어났다.

## 방송
- 코스비 가족

## 영화
- 윌 투 러브 (2015년)
- 마디아 감옥가다 (2009년)
- 하우스 오브 페인 (2006년) - 미란다 역
- 가스펠 (2005년)
- 뷰티 샵 (2005년)
- 지미 키멜 라이브! (2003년) - 게스트 역
- 라스트 드래곤 (1985년)
- 코스비 가족 (1984년)